# Martin Bolek
Martin Bolek (5 de septiembre de 1981) es un deportista eslovaco que compite en tiro, en la modalidad de pistola. Ganó una medalla de oro en el Campeonato Europeo de Tiro de 2024, en la prueba de pistola de fuego 25 m.

## Palmarés internacional
| Campeonato Europeo | Campeonato Europeo | Campeonato Europeo | Campeonato Europeo    |
| Año                | Lugar              | Medalla            | Prueba                |
| ------------------ | ------------------ | ------------------ | --------------------- |
| 2024               | Osijek (Croacia)   | Medalla de oro     | Pistola de fuego 25 m |